# PewDiePie: Legend of the Brofist
PewDiePie: Legend of the Brofist — компьютерная игра в жанрах action-adventure и платформера с двухмерной графикой, разработанная и выпущеная независимой канадской студией Outerminds Inc. в сотрудничестве с популярным шведским видеоблогером Пьюдипаем. Игра была впервые выпущена 24 сентября 2015 года для платформ iOS и Android, и менее чем за два часа после выхода, она стала самой кассовой платной игрой в App Store. Версии для Microsoft Windows и OS X были выпущены 10 декабря 2015 года с дополнительным многопользовательским режимом.
Идея создания игры впервые возникла у самого Пьюдипая, так как он давно мечтал создать свою собственную видеоигру, и в декабре 2014 года он сообщил своим поклонникам, что сотрудничает со студией Outerminds Inc., чтобы сделать видеоигру по теме «PewDiePie». Он активно участвовал в разработке, чтобы убедиться в том, что игра выйдет именно так, как хотелось бы его поклонникам.
Игра включает в себя отсылки на видеоролики Пьюдипая и на современную поп-культуру. Ещё есть отсылки к другим зарубежным видеоблогерам: CinnamonToastKen, Markiplier, Cryaotic (сокр. — Cry), Jacksepticeye и Марции Чельберг.

## Игровой процесс
PewDiePie: Legend of the Brofist — это двухмерная платформенная игра. В своей вымышленной вселенной, армия злых бочек пытается украсть у видеоблогера Пьюдипая (англ. PewDiePie) его фанатов, поэтому, игроку придётся отправиться в длинное приключение, чтобы спасти фанатов, выполняя квесты, побеждая боссов и собирая «бро-монеты». Главными героями игры являются: сам Пьюдипай, Марция и их домашние мопсы. В игре присутствует озвучка разных зарубежных видеоблогеров, помимо Пьюдипая и Марции, таких как CinnamonToastKen, Markiplier, Jacksepticeye и Cryaotic (сокр. — Cry). Игра включает в себя множество отсылок на персонажей и шутки, найденные в видеороликах Пьюдипая на YouTube, также включая его ненависть к бочкам. Игра имеет четыре уровня сложности, и каждая сложность меняет дизайн уровня и количество урона от врагов. Игроки могут использовать собранные «бро-монеты» для покупки бонусов в разделе «Штаны».

## Сюжет
Игра начинается с того, что Пьюдипай сидит дома за компьютером и заканчивает работу над своим новым видеороликом. После того, как главный герой загрузил видео на видеохостинг PewTube (пародия на YouTube), он обнаружил, что данный видеоролик, к удивлению, набрал 0 просмотров. После этого, в дом врывается злая бочка, которая безуспешно попыталась напасть. Незадолго до того, как протагонист уехал со своими домашними мопсами на машине, «Король бочек» объявил, что фанаты Пьюдипая были захвачены, для того, чтобы узнать «Легенду Brofist» (с англ. — «Давай кулак, бро!»). Пьюдипай немедленно уезжает из дома на своей машине.
Как только протагонист выехал на шоссе, его начал преследовать «Генерал бочек» на своём танке. Главному герою удается временно ускользнуть от него, прежде чем он оказался на крыше грузовика, где его вот-вот застрелит Генерал. Неожиданно, над шоссе пролетает Маркиплаер (англ. Markiplier) и забирает Пьюдипая на своем истребителе, купленном в интернете, но из-за стоимости реактивного топлива, главному герою пришлось лететь дальше на маленьком самолёте. Внезапно, в небе снова появляется Генерал бочек на своём летающем танке, но терпит поражение. Из-за изменения планов, Пьюдипаю приходится отправляться на Северный полюс.
Главный герой добирается до Северного полюса, где он находит Шеннон (англ. Shannon), самку акулы и фанатку Пьюдипая, и спасает её от бочек. После этого, он встречает своего друга ЦиннамонТостКена (англ. CinnamonToastKen), который показывает дорогу в одну из ледяных пещер. Там они встречают «Генеролла бочек» (брата Генерала бочек), который узнал о смерти своего брата. В итоге, Генеролл тоже был побежден с помощью обоняния медвежьей шапки ЦиннамонТостКена. Незадолго до смерти, Генеролл бочек связался с Королём бочек и сообщил о своём поражении, а Король в ответ нанимает неназванного наёмника.
После того, как Пьюдипай отважился пойти дальше, он начинает путешествовать по огромной шахте, в которой находит и освобождает своего давнего друга и видеоблогера Джексептикая (англ. Jacksepticeye). Джексептикай соглашается помочь Пьюдипаю найти выход из шахты, и выводит его к выходу с помощью своего «Глаза», который является его «домашним животным» и может стрелять лазерами. В итоге, они находят выход наружу. Сам Джексептикай остается в шахте, чтобы убедиться в том, что Пьюдипая никто не преследует.
Главный герой выходит наружу, в мистические леса Трансильвании. Подождав две минуты после вызова, его снова забирает Маркиплаер на своём вертолете, который шёл вместе с купленным в интернете истребителем, в качестве пакетной сделки.
Маркиплаер высаживает Пьюдипая в Африке. После долгого путешествия в паническом бегстве носорогов, он в конце концов узнает, что неизвестным наёмником является ФалконЛовер (англ. FalconLover) — менее известный ютубер (совмещение человека и жирафа). Потерпев поражение, он признается, что просто привлечь на себя внимание, а затем просит Пьюдипая скачать приложение под названием «UFOGO», чтобы добраться до базы бочек. После этого, главного героя забирает НЛО.
По пути Пьюдипай находит ещё одного своего друга Крайаотика (англ. Cryaotic; сокр. — Cry), который тоже является ютубером, но всегда скрывает своё лицо под маской. После этого они оба телепортируются на Луну. Cry решает телепортироваться в другое место, но обещает вернуться, к удивлению Пьюдипая.
Главный герой находит секретную базу Короля бочек, и также находит своих фанатов, заключённых в огромной стеклянной камере. Король бочек, который представляет собой гигантскую бочку с короной и мантией, решает уничтожить Пьюдипая, но терпит поражение. Огромная стеклянная камера разбивается и фанаты выходят на свободу. Затем, Пьюдипай создаёт большое белое сияние, а фанаты, в свою очередь, объединяются с главным героем, чтобы создать ту самую «Легенду Brofist». Король бочек мгновенно взрывается и уничтожается, в то время, как все фанаты праздновали победу вместе со своим кумиром.
Во время финальных титров мы видим, как все бочки уносят останки Короля бочек.

## Оценки
| Сводный рейтинг | Сводный рейтинг |
| Агрегатор       | Оценка          |
| --------------- | --------------- |
| Metacritic      | iOS: 77/100     |

Игра была в целом хорошо принята критиками. Многие обозреватели хвалили классическую 8-битную графику, наполненную отсылками к другим играм и массовой культуре YouTube. Американский веб-сайт TouchArcade дал игре оценку в 4 звезды из возможных 5. Ежедневная британская газета The Guardian поставила игре 4 балла из возможных 5, и охарактеризовала её как «хорошо созданный платформер с сенсорным экраном, который знает свою игровую историю».
PewDiePie: Legend of the Brofist также имела финансовый успех, собрав более $100 000 за 1 день, после выпуска в США.